# Паоло Менегуци
Паоло Менегуци (Paolo Meneguzzi, рођен Пабло Менегуцо (итал. Pablo Meneguzzo); 6. децембра 1976. у Мендрисију, Швајцарска) је италијанско-швајцарски певач, који је представљао Швајцарску на Песми Евровизије 2008. у Београду. Популаран је у земљама као што су Швајцарска, Италија и земље Јужне Америке.

## Дискографија
| - 2001 - 2003 - 2004 (нова едиција) - 2005 - 2007 - 2007 - 2008 | - 1997 - 1998 - 1999 - 2001 - 2004 - 2006 - 2007 - 2008 |

### Синглови
- 1996
- 1996
- 2001
- 2001
- 2001
- 2002
- 2003
- 2003
- 2004
- 2004
- 2004
- 2005
- 2005
- 2005
- 2007
- 2007
- 2007
- 2008